# Lei e Evangelho (Cranach)
Lei e Evangelho (ou Lei e Graça) é uma das várias pinturas de painéis alegóricos tematicamente ligados por Lucas Cranach, o Velho, de cerca de 1529. As pinturas, destinadas a ilustrar as ideias luteranas de salvação, são exemplares do Merkbilder luterano, que eram ilustrações simples e didáticas da doutrina cristã.